# Magueigia
Magueigia é uma localidade da vila  de Santa Catarina da Serra, município de Leiria, com cerca de 400 habitantes. É composta por cerca de 120 edifícios na sua maioria moradias residenciais.  Localiza-se a cerca de 7Km de Fátima, 16 Km de Leiria e 11Km de Ourém.
O nome da localidade é muitas vezes conhecido ou referido como Magagia, apesar de não ser o nome correcto.

## Equipamentos e Património
- Jardim-Escola da Magueigia
- Capela da Magueigia
- Núcleo Museológico e Etnográfico do Rancho Folclórico de S. Guilherme
- Salão da comunidade de S. Guilherme e São Silvestre

## Festas Populares e Religiosas
- Festas de S. Guilherme e S. Silvestre (Setembro)